# Cumulopuntia pentlandii
Cumulopuntia pentlandii ist eine Pflanzenart in der Gattung Cumulopuntia aus der Familie der Kakteengewächse (Cactaceae). Das Artepitheton pentlandii ehrt den irischen Geographen und Naturforscher Joseph Barclay Pentland.

## Beschreibung
Cumulopuntia pentlandii bildet mehr oder weniger dichte Polster. Die grasgrünen, kugelförmigen bis kurz eiförmigen Triebabschnitte sind bis zu 2,5 Zentimeter lang. Im Alter werden sie breiter als lang. Die darauf befindlichen, anfangs niedrigen Höcker fehlen später. Auf dem oberen Teil der Triebabschnitte sitzen zehn bis 15 Areolen, die mit gelblicher Wolle besetzt sind. Die oberen von ihnen sind bedornt. Am unteren Rand dieser Areolen befinden sich ein bis sechs weißliche, borstenartige, spreizende und weggebogene Dornen. Gelegentlich sind einige Triebabschnitte dornenlos.
Die gelben oder roten Blüten erreichen Längen von bis zu 3 Zentimeter. Auf dem breiten Perikarpell befinden sich im oberen Teil einige dornenlose Areolen. Die fassförmigen, nahezu unbedornten Früchte sind bis zu 3,5 Zentimeter lang.

## Verbreitung und Systematik
Cumulopuntia pentlandii ist in den bolivianischen Departamentos Cochabamba, Chuquisaca, Potosí, Tarija und eventuell La Paz, in der peruanischen Region Region Puno sowie der argentinischen Provinz Jujuy in der Puna-Vegetation der Hochanden verbreitet.
Die Erstbeschreibung als Opuntia pentlandii erfolgte 1845 durch Joseph zu Salm-Reifferscheidt-Dyck. Friedrich Ritter stellte die Art 1980 in die Gattung Cumulopuntia. Weitere nomenklatorische Synonyme sind Cactus pentlandii (Salm-Dyck) Lem. (1868, unkorrekter Name ICBN-Artikel 11.4), Pseudotephrocactus pentlandii (Salm-Dyck) Frič (1933), Tephrocactus pentlandii (Salm-Dyck) Backeb. (1936), Parviopuntia pentlandii (Salm-Dyck) Marn.-Lap. & Soulaire (1956, nom. inval. ICBN-Artikel 43.1) und Maihueniopsis pentlandii (Salm-Dyck) R.Kiesling (1984).

## Nachweise